# Neomegastigmus varius
Neomegastigmus varius är en stekelart som beskrevs av Girault 1915. Neomegastigmus varius ingår i släktet Neomegastigmus och familjen gallglanssteklar. Inga underarter finns listade i Catalogue of Life.